# Federigo Pastoris
Federigo Pastoris né à Asti en 1837 et mort à Turin en 1884, est un peintre et graveur italien.

## Biographie
Federigo Pastoris a étudié et a résidé à Turin. Il faisait partie de la Scuola di Rivara dirigé par Carlo Pittara. Ce groupe de peintres du Piémont réalisait des paysages sur site à l'air libre (''dal vero''). Le groupe comprenait entre autres, Ernesto Bertea, Alberto Issel, Vittorio Avondo, et Ernesto Rayper.
En 1870, à Parme, il expose Incamminiamoci une figure peinte al vero (réaliste). Il a souvent peint des figures en habits traditionnels des habitants des montagnes du Piémont. Il a gravé un imprimé intitulé Viadotto di Comba Oscura (Traforo delle Alpi) (Viaduc de Comba Oscura (Tunnel des Alpes) en se basant sur une peinture de Carlo Lovera. L'impression a été signé Federigo Pastoris di Casabrosso,.